# Pyramimonadophyceae familia incertae sedis
Pyramimonadophyceae familia incertae sedis, dva roda zelenih algi nesigurnog taksonomijskog položaja unutar reda Pyramimonadophyceae ordo incertae sedis u kojemu imaju status porodice. Sve vrste su fosilne.

## Rodovi
1. Saharifusa E.D.Pöthe de Baldis
2. Sgrossoella P. de Castro